# Balle (céréale)
Pour les articles homonymes, voir Balle.
Ne doit pas être confondu avec Son (meunerie).

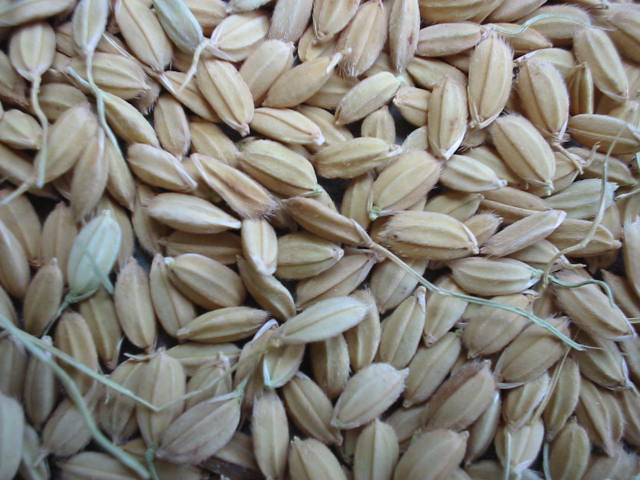
Riz avec sa balle.

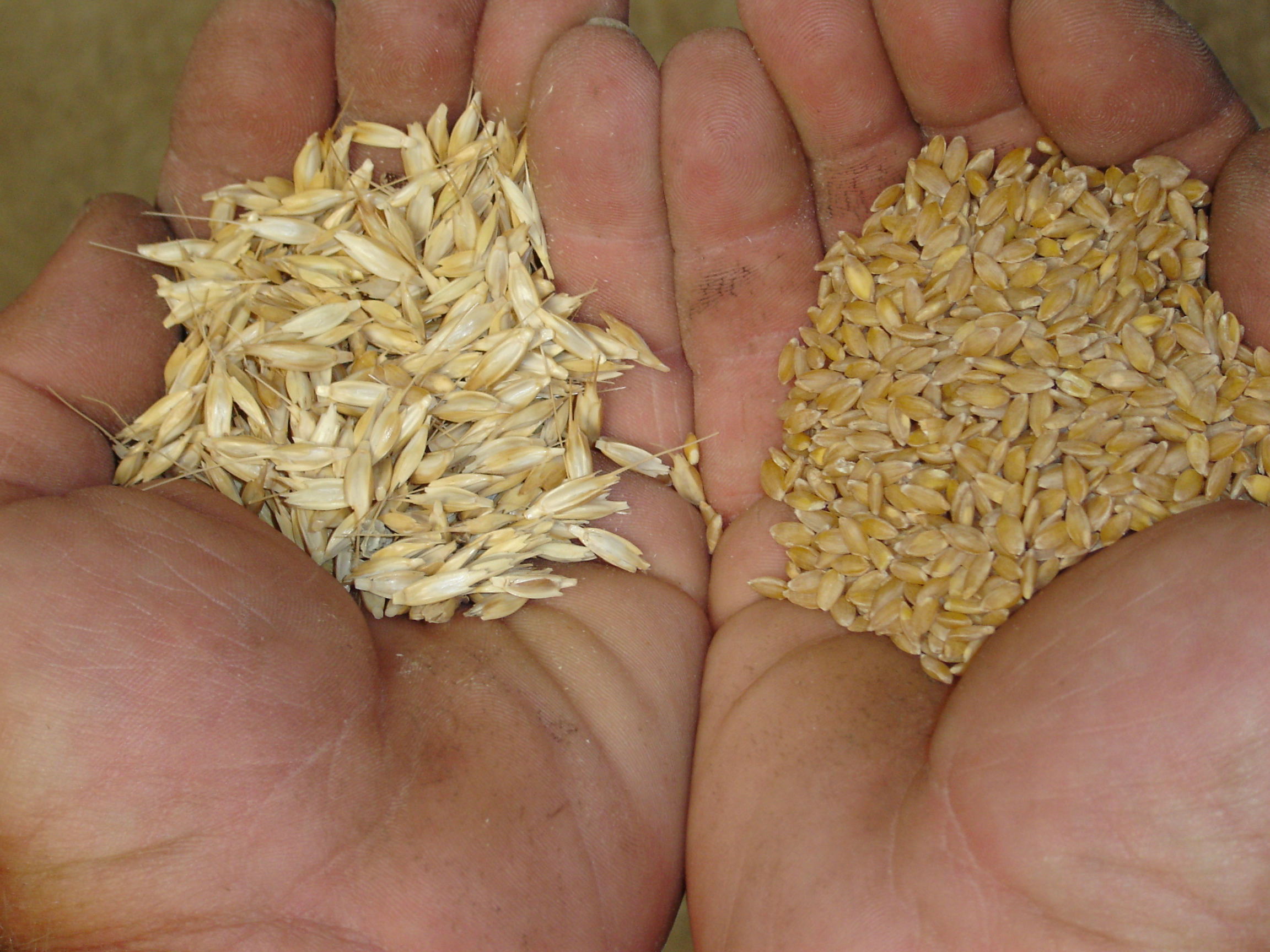
Bruts de récolte de petit épeautre de Haute-Provence et grains décortiqués de sa balle.

Anatomie d'un grain de riz :
(1) Balle ;
(2) Son ;
(3) Résidu de son ;
(4) Germe ;
(5) Albumen.

La balle ou bale (voire bâle) est un coproduit dérivé de la transformation des céréales. Elle est constituée par l'ensemble des glumes ou glumelles qui renferment le grain.
La séparation intervient durant le battage pour les céréales comme le froment ou le seigle dont les glumelles n'adhèrent pas au caryopse. Pour d'autres céréales, comme le riz, l'avoine ou l'amidonnier qui présentent des glumelles plus solidaires, il est nécessaire de les extirper au moyen d'un processus de décorticage. Après avoir protégé la graine pendant sa croissance, la balle trouve une nouvelle utilité comme matériau de construction (isolation thermique), engrais ou carburant.

## Types de balle

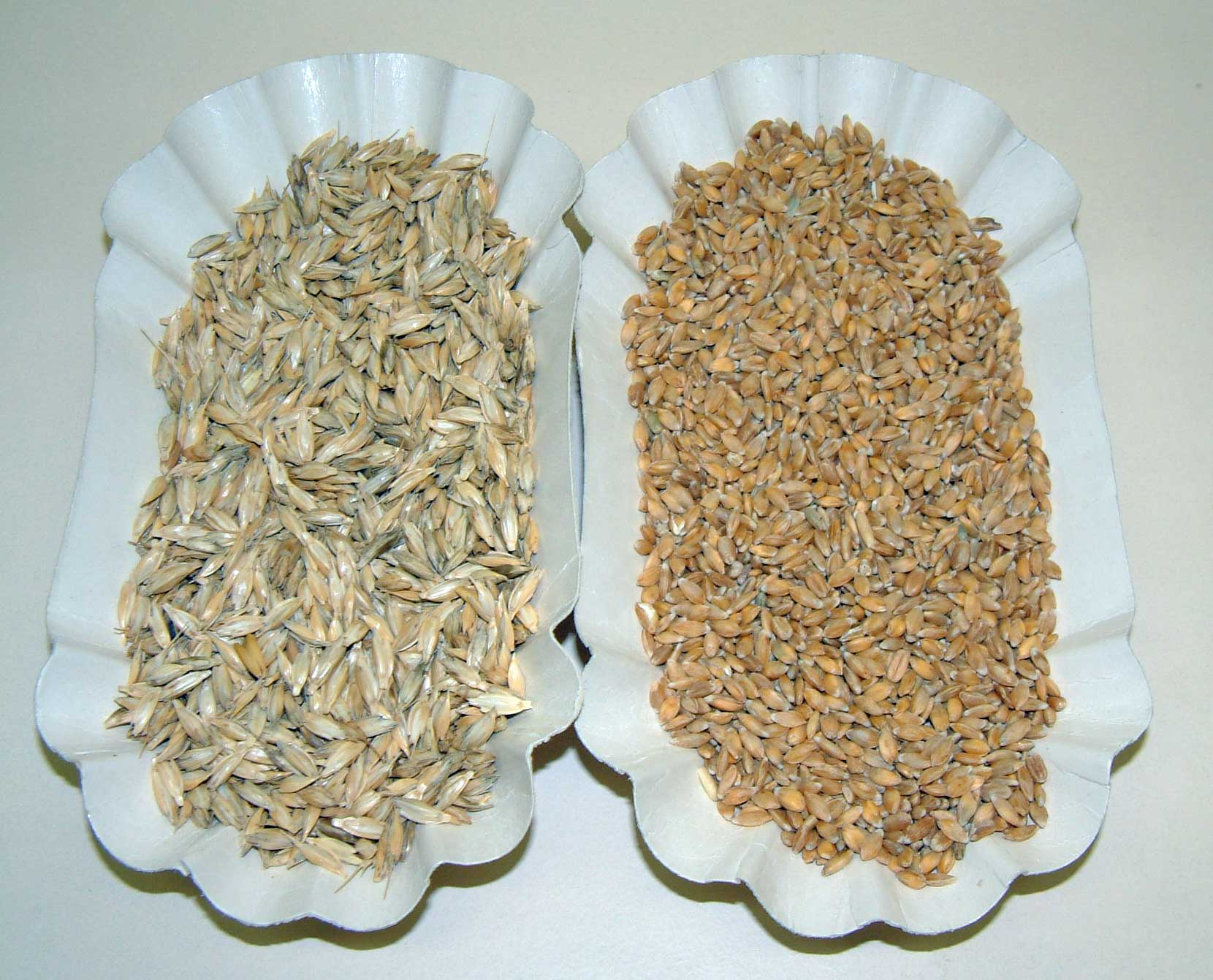
Petit épeautre, avec la balle (à gauche) et après décorticage (à droite).

### Balle de petit épeautre
Le petit épeautre ou engrain est une céréale reconnue, notamment le petit épeautre de Haute-Provence protégé par une indication géographique protégée. Comme d'autres grains vêtus, cette céréale est recouverte d'une balle. Ce sous-produit de l'agriculture du petit épeautre est valorisé en fourrage, en litière, mais surtout dans la construction où ses propriétés naturelles permettent son utilisation en tant que décoration et isolation.

### Balle de blé
La balle de froment ou de blé est un résidu du battage qui contient peu de substances nutritives (4,5 % de protéines et 1,7 % de matières grasses). L'essentiel est constitué par une matière ligneuse et donne un résidu de cendres de 10 à 11 %. Elle est normalement dispersée dans les champs avec la paille par la moissonneuse-batteuse lors de la coupe. Elle est utilisée dans la litière pour le bétail et parfois comme fourrage de moindre qualité.

### Balle d'avoine et d'orge
La balle d'avoine a de meilleures propriétés nutritives, contenant 5 % de protéines et 2,6 % de matières grasses, quantités inférieures à celles de l'orge cependant. La balle d'avoine a été utilisée dans les régions de production pour remplir les paillasses des lits.